# Partille och Lerums kontrakt
Partille och Lerums kontrakt var ett kontrakt i Göteborgs stift inom Svenska kyrkan. Kontraktet församlingar omfattade Partille och Lerums kommuner, Västra Götalands län. Kontrakten uppgick 2020 i Mölndals och Partille kontrakt
Kontraktskod är 0810.

## Administrativ historik
Kontraktet bildades 1 april 2007 av
en del (södra) av då upplösta Ale och Vättle kontrakt med 
- Skallsjö församling
- Lerums församling
- Östads församling
- Stora Lundby församling

en del av då upplösta Fässbergs kontrakt med
- Partille församling
- Sävedalens församling

från 2015 tillkom 
- Furulunds församling

## Kontraktsproster
- 2007- kyrkoherde Lars Hjort, Partille församling.